# Lesegno
Lesegno (piemontesisch Ëlzegn) ist eine Gemeinde in der italienischen Provinz Cuneo (CN), Region Piemont.

## Lage und Einwohner
Lesegno liegt 40 km östlich von der Provinzhauptstadt Cuneo entfernt im Mongia-Tal, östlich des gleichnamigen Wasserlaufs. Das Gemeindegebiet umfasst eine Fläche von 14,24 km² und hat 857 Einwohner (Stand 31. Dezember 2024). Zur Gemeinde zählen noch die beiden Weiler Masentine und Prata.
Die Nachbargemeinden sind Castellino Tanaro, Ceva, Mombasiglio, Niella Tanaro und San Michele Mondovì.

## Geschichte

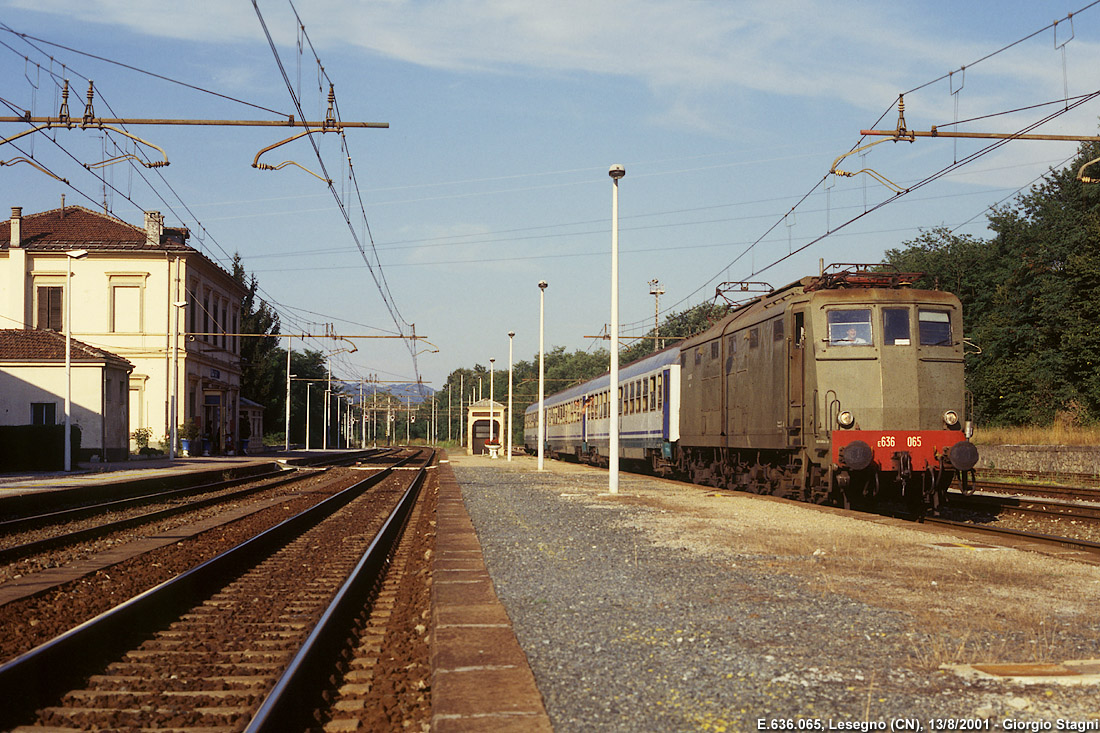
Bahnhof von Lesegno

Es gibt zwei Hypothesen bezüglich der Herkunft des Namens. Die erste stammt von Lux Ignis, die zweite von Laeso Ligno oder „geschnittenes Holz“, da Lesegno in einem Gebiet geboren wurde, in dem es zuvor Wälder gab, die dann abgeholzt wurden, um Platz zu schaffen für die Siedlung.
Im 14. Jahrhundert war es Teil des Komitees und der Diözese Alba. Anschließend gehörte es den Markgrafen von Susa, die die Burg 1013 an einen gewissen Ajfredo verkauften. 1134 kam die Burg an den Bischof von Asti, der sie 1198 an Guglielmo, Markgraf von Ceva, überließ, mit dessen Schicksal sie bis zum 17. Jahrhundert verbunden blieb. Im Jahr 1525 entvölkerte eine Pestepidemie das Dorf fast vollständig, das zusammen mit der gesamten Markgrafschaft 1531 nach der Schenkung des Kaisers Karl V. von Asti und der Markgrafschaft Ceva an Beatrice von Savoyen endgültig Teil der savoyischen Herrschaft wurde.
Das Herrenhaus ragt deutlich auf der Rückseite eines Hügels mit seinem quadratischen Aussehen an der Hauptstraße hervor. Dort richtete Napoleon Bonaparte 1796  bei der Schlacht bei Mondovì sein Hauptquartier ein und vertrieb die Besitzer, den Marquis Gerolamo Brunone del Carretto, verheiratet mit Luisa Pallavicino di Ceva.
Zu den historisch-architektonisch wertvollen Gebäude zählen die Kapelle Santa Maria del Luchinetto, ursprünglich eine antike Pfarrkirche im romanischen Stil mit einem einzigen Kirchenschiff und einer Apsis, in deren Inneren sich einige wertvolle Fresken aus dem 16. Jahrhundert befinden und die Kapelle San Nazario in der Gegend von Prata, ebenfalls im romanischen Stil mit einem einzigen Kirchenschiff und Apsis sowie die Pfarrkirche Sant'Antonio Abate in Villa mit einem wertvollen Hochaltar und einem alten geschnitzten Tabernakel aus dem 15. Jahrhundert.
Lesegno hat seit 1933 einen Bahnhof an der Bahnstrecke Turin–Fossano–Savona.